# Ferrari 641
Der Ferrari 641 (später umbenannt in F1-90) war ein Formel-1-Rennwagen, den die Scuderia Ferrari 1990 in der Formel-1-Weltmeisterschaft einsetzte.

## Entwicklungsgeschichte und Technik
Der Ferrari 641 war die Weiterentwicklung des Ferrari 640, den noch John Barnard entwickelt hatte. Enrique Scalabroni und Steve Nichols waren für die Arbeiten am neuen Rennwagen verantwortlich. Das Fahrzeug hatte klarere Linien als das Vorgängermodell und wurde an vielen Details verbessert. Das halbautomatische Getriebe, im letzten Jahr noch der Schwachpunkt des 640, wurde überarbeitet. Da die beiden Konstrukteure zu Beginn ihrer Arbeit am 641 bereits wussten, dass Alain Prost von McLaren zur Scuderia wechseln würde, wurde bei der Arbeit am Fahrwerk der weiche Fahrstil von Prost bedacht. Der einzige Schwachpunkt des 641 war der V12-Motor, der erst in seiner letzten Ausbaustufe ähnliche Leistungswerte erreichte wie der V10-Motor von Honda. Die Räder waren einzeln an Doppelquerlenkern aufgehängt, die innen liegenden Federn und Dämpfer wurden über Schubstangen  („pushrods“) betätigt.

## Renngeschichte
Die Scuderia verfehlte 1990 die Weltmeistertitel sowohl in der Fahrer- als auch in der Konstrukteursweltmeisterschaft nur knapp. Alain Prost gewann mit dem 641 fünf Weltmeisterschaftsläufe, verlor aber den Titel durch eine Startkollision mit Ayrton Senna beim vorletzten Rennen in Suzuka (Großer Preis von Japan) an den brasilianischen McLaren-Piloten. Und obwohl der zweite Werksfahrer Nigel Mansell einen weiteren Grand Prix mit dem 641 gewann, ging auch der Konstrukteurspokal an McLaren.

## Trivia
Der Tipo 641 wurde in der Fachpresse öfters als „einer der schönsten F1-Rennwagen aller Zeiten“ bezeichnet. Er wurde unter anderem auch mit dem Designklassiker Coca-Cola-Konturflasche verglichen.
Nach der Einführung des Ferrari 642 wurde ein von Alain Prost gefahrenes ausgemustertes Exemplar des Typ641 wegen der ansprechenden Formgebung dem Museum of Modern Art (MoMa)  in New York überlassen und dort ausgestellt. Dieser 641/2 ist immer noch der einzige Rennwagen und eines von nur sechs Automobilen in der historischen Sammlung des MoMa.
Das von Prost beim Großen Preis von Japan 1990 eingesetzte Exemplar wurde am 17. Mai 2009 für 352.000 Euro versteigert.

## Galerie

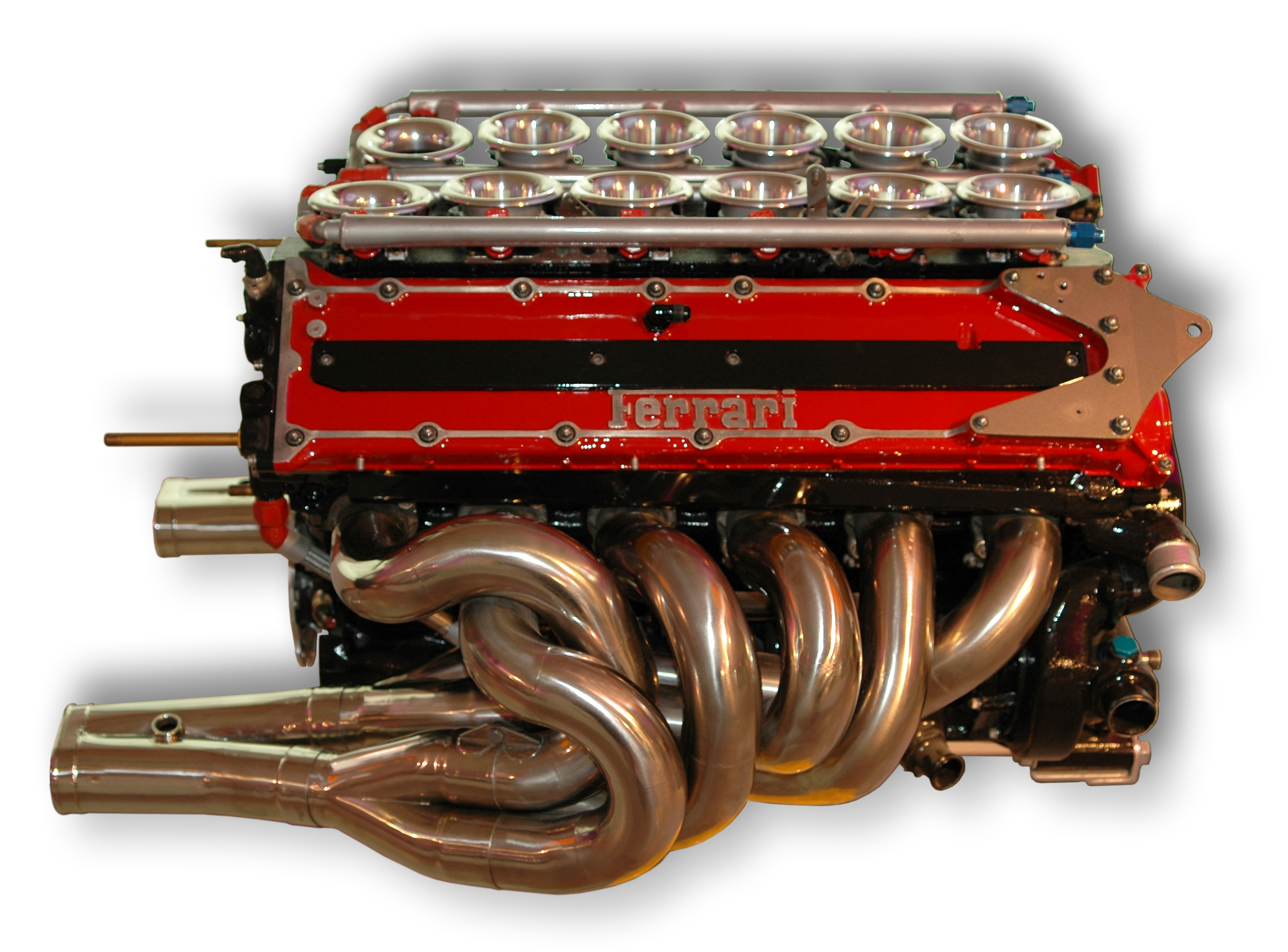
Ferrari 036-2 Motor ausgestellt im Museo Ferrari in Modena
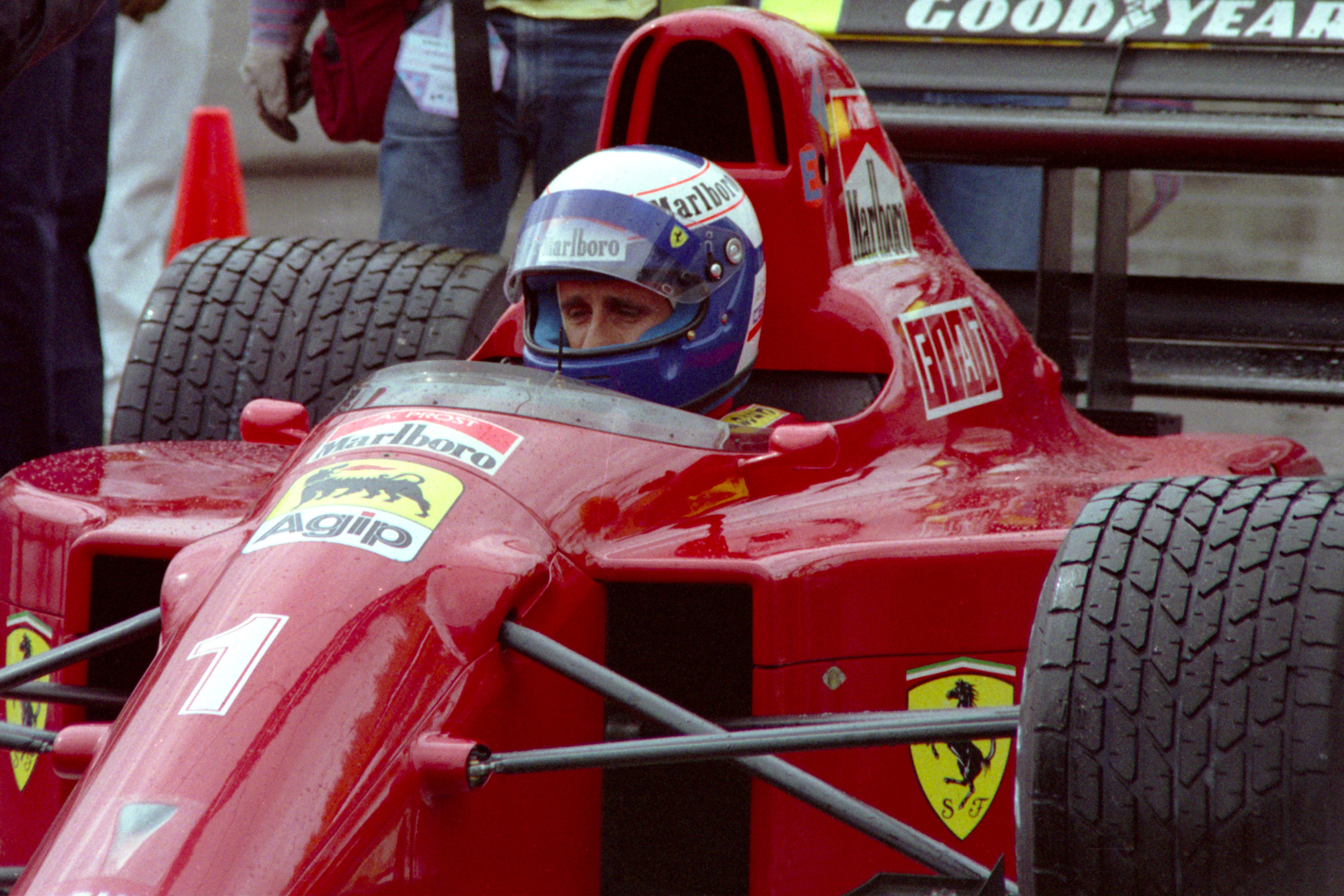
Alain Prost im Ferrari 641, 1990 beim Großer Preis der USA 1990 in Phoenix
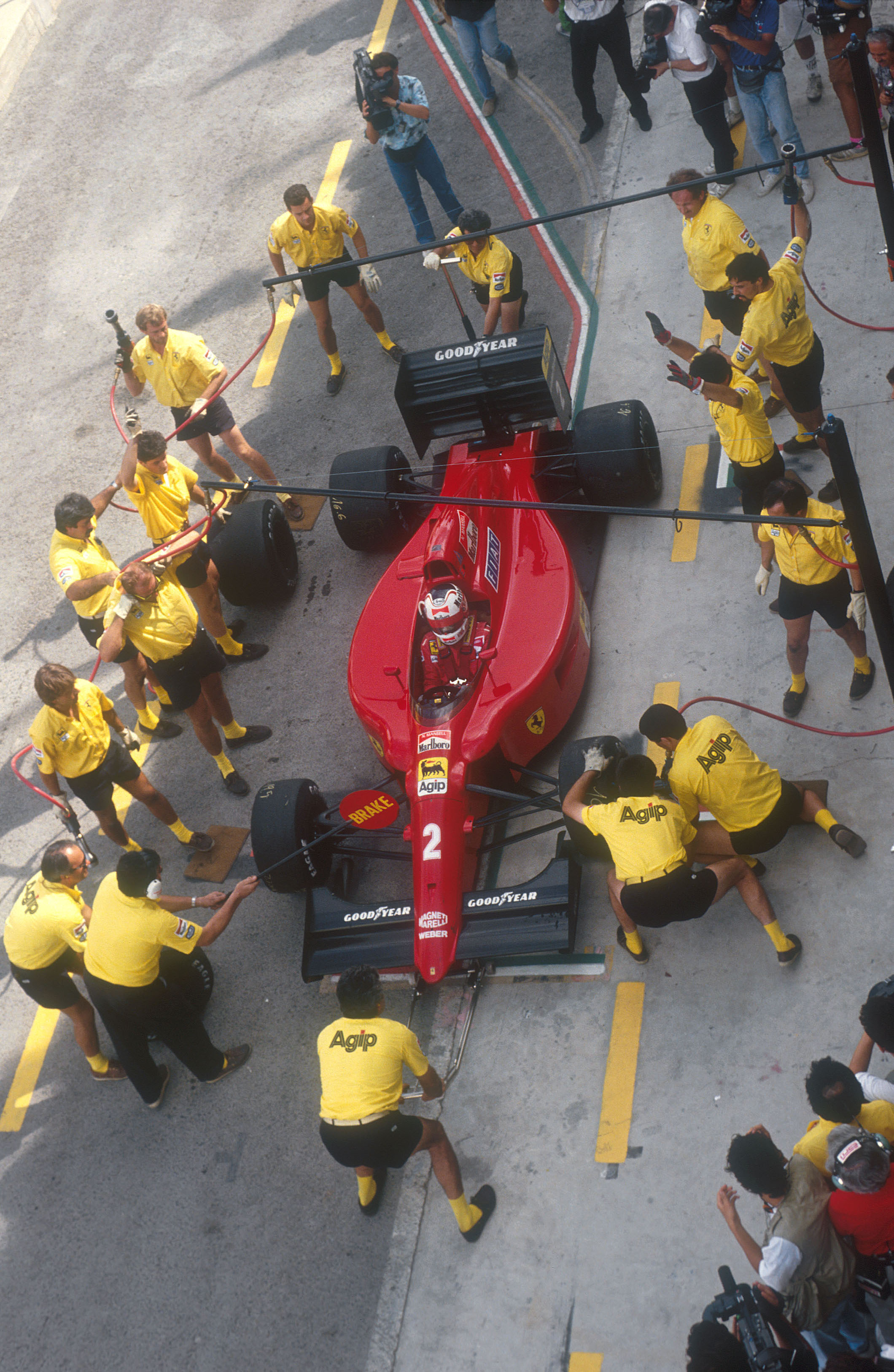
Nigel Mansell im 641 beim Boxenstopp während des Großer Preis von Spanien 1990
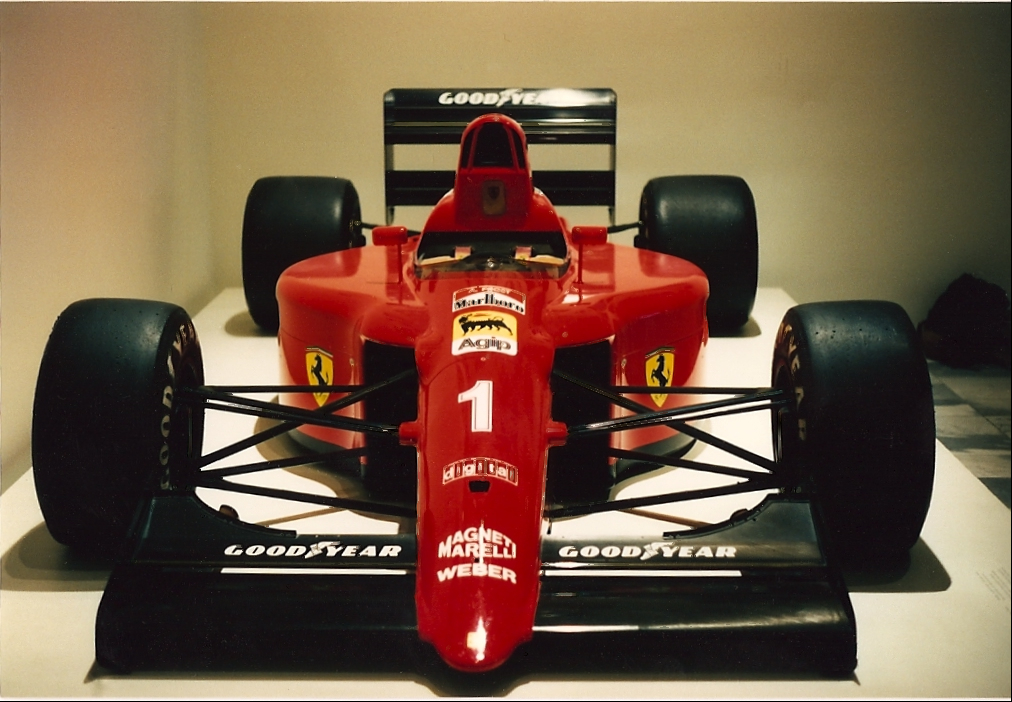
Alain Prosts Ferrari 641, ausgestellt im New Yorker Museum of Modern Art

## Ergebnisse
| Fahrer               | Nr.                  | 1   | 2 | 3   | 4   | 5   | 6 | 7   | 8   | 9   | 10  | 11  | 12 | 13 | 14 | 15  | 16 | Punkte | Rang |
| -------------------- | -------------------- | --- | - | --- | --- | --- | - | --- | --- | --- | --- | --- | -- | -- | -- | --- | -- | ------ | ---- |
| Formel-1-Saison 1990 | Formel-1-Saison 1990 |     |   |     |     |     |   |     |     |     |     |     |    |    |    |     |    | 110    | 2.   |
| A. Prost             | 1                    | DNF | 1 | 4   | DNF | (5) | 1 | 1   | 1   | 4   | DNF | 2   | 2  | 3  | 1  | DNF | 3  | 110    | 2.   |
| N. Mansell           | 2                    | DNF | 4 | DNF | DNF | 3   | 2 | 18* | DNF | DNF | DNF | DNF | 4  | 1  | 2  | DNF | 2  | 110    | 2.   |

| Legende  | Legende            | Legende                                                          |
| Farbe    | Abkürzung          | Bedeutung                                                        |
| -------- | ------------------ | ---------------------------------------------------------------- |
| Gold     | –                  | Sieg                                                             |
| Silber   | –                  | 2. Platz                                                         |
| Bronze   | –                  | 3. Platz                                                         |
| Grün     | –                  | Platzierung in den Punkten                                       |
| Blau     | –                  | Klassifiziert außerhalb der Punkteränge                          |
| Violett  | DNF                | Rennen nicht beendet (did not finish)                            |
| Violett  | NC                 | nicht klassifiziert (not classified)                             |
| Rot      | DNQ                | nicht qualifiziert (did not qualify)                             |
| Rot      | DNPQ               | in Vorqualifikation gescheitert (did not pre-qualify)            |
| Schwarz  | DSQ                | disqualifiziert (disqualified)                                   |
| Weiß     | DNS                | nicht am Start (did not start)                                   |
| Weiß     | WD                 | zurückgezogen (withdrawn)                                        |
| Hellblau | PO                 | nur am Training teilgenommen (practiced only)                    |
| Hellblau | TD                 | Freitags-Testfahrer (test driver)                                |
| ohne     | DNP                | nicht am Training teilgenommen (did not practice)                |
| ohne     | INJ                | verletzt oder krank (injured)                                    |
| ohne     | EX                 | ausgeschlossen (excluded)                                        |
| ohne     | DNA                | nicht erschienen (did not arrive)                                |
| ohne     | C                  | Rennen abgesagt (cancelled)                                      |
| ohne     | keine WM-Teilnahme |                                                                  |
| sonstige | P/fett             | Pole-Position                                                    |
| sonstige | 1/2/3/4/5/6/7/8    | Punktplatzierung im Sprint-/Qualifikationsrennen                 |
| sonstige | SR/kursiv          | Schnellste Rennrunde                                             |
| sonstige | *                  | nicht im Ziel, aufgrund der zurückgelegten Distanz aber gewertet |
| sonstige | ()                 | Streichresultate                                                 |
| sonstige | unterstrichen      | Führender in der Gesamtwertung                                   |